# Norodom Suramarit
Norodom Suramarit (tiếng Khmer: នរោត្តម សុរាម្រិត, Preah Reach Bat Samdach Preah Norodom Suramarit) (ngày 6 tháng 3 năm 1896 - ngày 3 tháng 4 năm 1960) là vua của Campuchia từ năm 1955 cho đến khi ông qua đời năm 1960. Ông là con trai của hoàng tử Norodom Sutharot và cũng là cháu trai của vua Norodom I. Ông là thân phụ của cựu hoàng Norodom Sihanouk và ông nội của đương kim quốc vương Norodom Sihamoni.
Suramarit sinh ra tại Phnôm Pênh, con trai của hoàng tử Norodom Sutharot. Sau khi ông nội Norodom qua đời, ngôi vua được trao lại cho em trai của ông nội ông là Sisowath Monivong.
Suramarit là cháu họ của vua Sisowath Monivong. Suramarit trở thành con rể của Monivong khi ông kết hôn với con gái Monivong là Sisowath Kossamak. Hai người có con trai là Sihanouk.
Khi cái chết của Monivong năm 1941, Sihanouk, con trai của Suramarit và cháu trai của Monivong, được chọn là vị vua mới. Năm 1955, Sihanouk thoái vị nhường ngôi cho cha mình.
Năm 1960, Suramarit băng hà, Norodom Sihanouk một lần nữa trở thành người đứng đầu nhà nước (mặc dù ông đã không chính thức giành lại danh hiệu của vua cho đến khi sau một thời gian khác trong năm 1993). Như vậy, Norodom Sihanouk vừa là vua tiền vị và kế vị Suramarit trong vai trò nguyên thủ quốc gia.
Chính thất của Norodom Suramarit là hoàng hậu Sisowath Kosamak, hoàng nữ của vua Sisowath Monivong. Sau khi Suramarit tạ thế, bà là hoàng thái hậu Campuchia.